# Costești (gmina w okręgu Jassy)
Costești – gmina w Rumunii, w okręgu Jassy. Obejmuje miejscowości Costești i Giurgești. W 2011 roku liczyła 1743 mieszkańców.